# Edo-perioden
 Der er for få eller ingen kildehenvisninger i denne artikel, hvilket er et problem. Du kan hjælpe ved at angive troværdige kilder til de påstande, som fremføres i artiklen.

Edo-perioden eller Tokugawa-perioden dækker japansk historie fra 1603 til 1867. Nogle historikere kalder denne tidsperiode for Tokugawa-perioden, eftersom det var Tokugawa-slægten, som enerådig herskede over Japan i denne periode. Andre historikere kalder denne tidsperiode for Edo, opkaldt efter hovedstaden, Edo, i dag Tokyo, hvorfra Tokugawa-shogunatet herskede. Perioden dækker over et næsten komplet lukket Japan uden kontakt med omverdenen. Kun kinesere og hollændere kunne anløbe Japan og kun med strengt kommercielle formål. Øvrige europæere, som nåede Japans kyst, blev henrettet.
En vigtig grund til den japanske isolation var, at de herskende shoguner anså kristne missionærer for en destabiliserende faktor. De første europæere kom til Japan i 1543, og missionærerne mødte en vis opbakning. Det i 1603 nyoprettede Tokugawa-shogunat forfulgte de kristne, og omkring 1650 var kristendommen næsten udryddet, og landet havde afskåret sig fra omverdenen.
Isolationen skulle komme til at vare 200 år. Først da amerikaneren Matthew C. Perry i juli 1853 anløb med fire skibe i havnen i Edo og forlangte, at Japan blev åbnet for handel, holdt modernisering og industrialisering efter vestlige værdier sit indtog i Japan.
Indtoget var et slag mod Tokugawa-regimet, der i forvejen var hårdt trængt som samfundsstruktur. I 1866 begyndte den revolution, der kaldes Meiji-restaurationen, der bragte shogunatet til fald og (formelt) placerede kejseren på magten.